# Jean-Philippe Revallier
Pas d'image ? Cliquez ici

a Compétitions nationales et continentales officielles uniquement.

Jean-Philippe Revallier, né le 10 décembre 1967, est un joueur français de rugby à XV évoluant au poste de deuxième ligne avec le SC Graulhet puis l’US Colomiers. Il est le fils de l'international français Daniel Revallier.

## Biographie
Très jeune, Jean-Philippe Revallier pratique le sport et notamment l'athlétisme, licencié à l'USCA puis à l'ECLA. En 1984, il devient champion scolaire du lancer du poids et établit son record personnel à 18,91 mètres en 1986, devenant le quatrième meilleur lanceur français de moins de 20 ans de tous les temps. Puis il se tourne vers le rugby à XV à l'âge de 19 ans. Il joue comme deuxième ligne en équipe première à Graulhet, parfois associé à son père Daniel en seconde ligne.
Il le remplace lors de la victoire 21-18 contre le Stade toulousain dans un match de Championnat en 1987.
Il reste au SC Graulhet jusqu'en 1995 et la descente du club en groupe A2.
Il signe ensuite à l’US Colomiers où il joue aux côtés de Fabien Galthié, devenant ainsi finaliste du championnat de France en 2000, de la coupe d'Europe en 1999 et vainqueur du bouclier européen en 1998. En 2000, il met fin à sa carrière professionnelle à 32 ans et quitte le club columérin pour jouer dans un club amateur. Il rejoint alors le club de l'UA Gaillac avec qui il reste jusqu'en 2006 lorsqu'il met un terme définitif à sa carrière de joueur. Il est sélectionné en équipe de France A.
En 2004, il est condamné à trois ans de prison ferme pour avoir incendié son bar à Gaillac. Il travaille dans son restaurant l'Ispien port à Gaillac.

## Palmarès
Avec le SC Graulhet
- Championnat de France de première division groupe B :
  - Champion (1) : 1991
- Challenge de l'Espérance :
  - Vainqueur (1) : 1994

Avec l'US Colomiers
- Coupe d'Europe :
  - Finaliste (1) : 1999
- Bouclier européen :
  - Vainqueur (1) : 1998
- Championnat de France de première division :
  - Vice-champion (1) : 2000